# Ratolí espiguer occidental
El ratolí espiguer occidental (Reithrodontomys megalotis) és una espècie de rosegador de la família dels cricètids. Viu a altituds de fins a 4.000 msnm al Canadà, Mèxic i els Estats Units. El seu hàbitat natural són les zones mèsiques obertes dominades per plantes herboses. És una espècie en risc mínim, és a dir, no sembla que hi hagi cap amenaça significativa per a la seva supervivència. El seu nom específic, megalotis, significa ‘orella grossa’ en llatí.